# Азербайджанська демократична партія
Азербайджа́нська демократи́чна па́ртія (азерб. Azərbaycan Demokrat Partiyası) — утворилася 1945 в м. Тебрізі з представників майже всіх верств населення Іранського Азербайджану.
Керівною силою Азербайджанської демократичної партії був робітничий клас. Програма партії, яка вимагала автономії Іранського Азербайджану, офіційного визнання азербайджанської мови, розподілу між селянами державних земельних і водних ресурсів, стала основою діяльності створеного 1945 національного уряду Іранського Азербайджану. В кінці 1946 Іранський уряд ліквідував автономію Іранського Азербайджану і заборонив Азербайджанську демократичну партію.
Частина членів Азербайджанської демократичної партії увійшла до складу Народної партії Ірану.